# Drie-eenheidskerk in Starych Tsjerjomoesjki
De Drie-eenheidskerk in Starych Tsjerjomoesjki (Russisch: Храм Живоначальной Троицы в Старых Черёмушках) is een Russisch-orthodoxe Kerk in Moskou.

## Locatie
De kerk is gelegen in het Akademitsjeski district van het zuidwestelijke okroeg aan de Sjernika Oelitsa (Russisch: Шверника ул. 17).

## Geschiedenis
De eerste vermelding van een Drie-eenheidskerk dateert uit 1732, toen de leenheer Alexander Timofevitsj Rzjev in zijn dorp Tsjeremosj (Russisch: Черёмошье) een stenen kerk liet bouwen. Deze kerk werd aan het einde van de 19e eeuw afgebroken en vervangen door een nieuwe kerk. Voor de Eerste Wereldoorlog werd er aan de kerk een neoclassicistische klokkentoren toegevoegd.

## Sovjet-periode
De Drie-eenheidskerk werd na de oktoberrevolutie in 1926 gesloten voor de eredienst. In 1935 verkocht de overheid het gebouw aan een fabriek. Ondanks dat het gebouw onttrokken was aan de oorspronkelijke bestemming bleef het gebouw tot aan het einde van de jaren 50 in redelijke staat. Maar in de vroege jaren 60 werd het dorpsgebied door stadsuitbreiding bij Moskou gevoegd en met het dorp verdween in 1963 door sloop ook de kerk. Op de plaats waar de kerk stond liet men een zwembad aanleggen, dat al spoedig aan verwaarlozing ten prooi viel en na een tijdje verviel tot vuilnisbelt.

## Herbouw
Na de val van de Sovjet-Unie namen een aantal bewoners van het Akademitsjeski district het initiatief tot herbouw van de kerk. De overheid wees als toekomstige locatie de plek aan waar ooit de oude kerk had gestaan. Eén jaar later werd de parochie weer opgericht. In 2001 werd het definitieve ontwerp van de kerk goedgekeurd en begon de bouw aan de kerk. De bouwwerkzaamheden werden afgerond in 2007.